# Naima Bihich
Naima Bihich (en arabe : نعيمة بيهيش) est une femme parlementaire marocaine pour la législature de 2016-2021.

## Biographie
Naima Bihich est une députée membre du Parti de la Justice et du Développement élue sur la liste nationale consacrée au femmes. Elle est membre du groupe parlementaire Justice et Développement.
Elle est également membre de la commission parlementaire de l'intérieur, des collectivités territoriales, de l'habitat et de la politique de la ville.